# Сосновоборский сельсовет (Гомельская область)
Сосновоборский сельсовет (белор. Сасновабо́рскі сельсавет) — административная единица на территории Светлогорского района Гомельской области Республики Беларусь. Административный центр — рабочий посёлок Сосновый Бор.

## История
16 декабря 2009 года в состав Сосновоборского поселкового Совета депутатов включены населённые пункты упразднённого Печищанского сельсовета - деревни Жердь, Медведов, Осопное, Печищи, Страковичи и посёлок Жердянский.
12 декабря 2013 года в границах территорий, относящихся к сосновоборским поселковому Совету депутатов и поселковому исполнительному комитету Светлогорского района Гомельской области, образован Сосновоборский сельсовет. В его состав включены территории населённых пунктов: рабочий посёлок Сосновый Бор, агрогородок Печищи, деревни Жердь, Медведов, Осопное, Осиновка, Страковичи, Узнаж, посёлок Жердянский.

## Состав
Сосновоборский сельсовет включает 9 населённых пунктов:
- Жердь — деревня
- Жердянский — посёлок
- Медведов — деревня
- Осиновка — деревня
- Осопное — деревня
- Печищи — агрогородок
- Страковичи — деревня
- Узнаж — деревня
- Сосновый Бор — рабочий посёлок